# Bienal Black Brazil Art

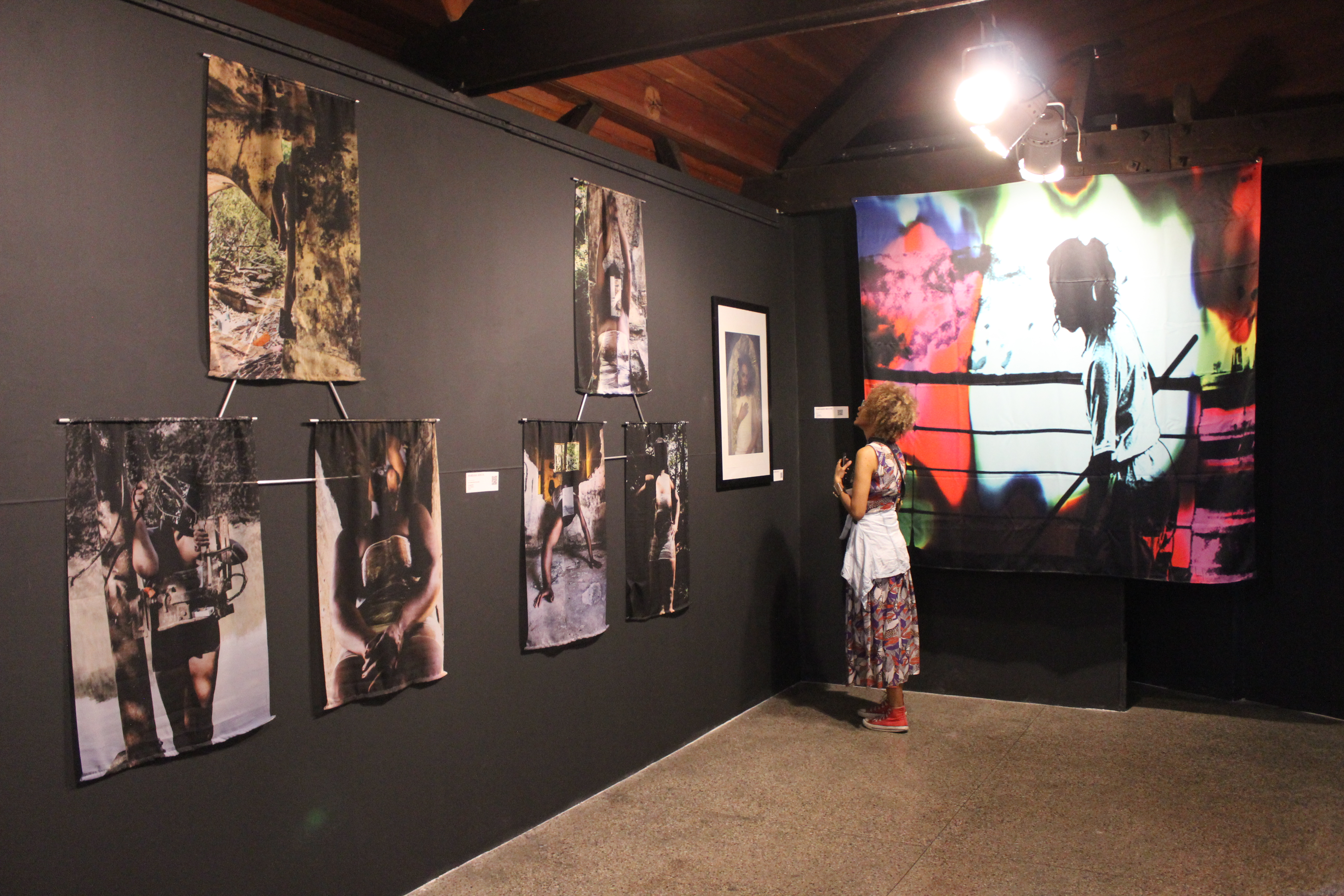
Exposição da 1ª Bienal Black Brazil Art na Casa de Cultura Mario Quintana - crédito: Isidoro B. Guggiana

A Bienal Black Brazil Art é uma exposição de artes que acontece a cada dois anos em formato presencial e/ou virtual desde 2019. Com curadoria da museóloga porto-alegrense Patricia Brito, o acervo exposto reúne pinturas, esculturas, vídeo arte, instalações, entre outros trabalhos. Diversas mesas de debate, intervenções e performances também integram a programação.

## 1ª Bienal Black Brazil Art
Com a temática Mulheres (in) Visíveis - a bienal percorreu as três capitais da região sul do Brasil em 12 espaços de artes de novembro de 2019 a março de 2020, com o propósito de dar visibilidade para mulheres anônimas, principalmente as mulheres negras em galerias e museus. Ao todo foram apresentadas mais de 320 obras de mais de 160 artistas. Na capital gaúcha, a Bienal ocupou o Aberto Caminho de Artes, Casa de Cultura Mario Quintana, Espaço Força e Luz, Memorial do Rio Grande do Sul, Museu de Comunicação Social Hipólito José da Costa, Museu da Universidade Federal do Rio Grande do Sul e Museu Júlio de Castilhos. Também foram promovidas intervenções artísticas no Instituto Federal da Restinga, Quilombo do Areal e Vila Flores. Em Florianópolis, o evento foi sediado na Galeria de Arte do Mercado Público, Museu Histórico de Santa Catarina e Teatro da Ubro.

## 2ª Bienal Black Brazil Art
De novembro de 2020 a março 2021, a Bienal Black Brazil Art (2BienalBlack) promoveu o Arte Sem Fronteiras, evento online preparatório para a sua segunda edição. Sob o tema Cartografia e Hibridismo do Corpo Feminino: Representação Visual e Afetiva, a 2BienalBlack exibiu cerca de 250 obras de mais de 100 artistas negros brasileiros. A mostra reuniu obras selecionadas da chamada pública do evento, artistas convidados do Brasil e exterior, e trabalhos e projetos de duas residências internacionais produzidas ao longo de 2021, RAVC (Brasil/Uruguai) e Incorporare (Brasil/Itália). A exposição dividiu-se em seis eixos: Ninharias, Persona Hacker, Plantando Escuta, Cartografia da Voz, Corpo-Espaço e Incorporare. Cada subdivisão apresentou uma proposta sensorial/emocional distinta. A 2ª Bienal Black Brazil Art foi lançada no dia 13 de janeiro de 2022 e concluída no dia 18 de julho do mesmo ano.